# VC1571

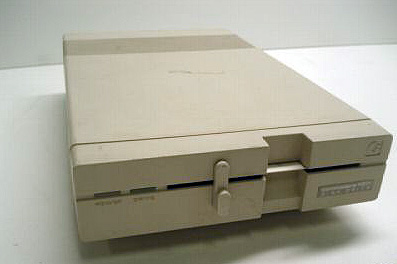
VC 1571

Die Diskettenlaufwerke VC 1570 und VC 1571 sind 5¼-Zoll-Laufwerke für den Heimcomputer Commodore C128, die aber auch am C64 verwendet werden können. Intern arbeiten sie mit Commodore DOS Version 3.0 bzw. (im C128DCR) Version 3.1.

## Charakteristika
Von der Gehäuseform her passt sich die 1571 dem Design des C128 an (sieht also aus wie eine größere 1541 II); die 1570 dagegen hat das gleiche beige Gehäuse wie die 1541C. Die Laufwerke laufen merklich leiser als ältere Modelle und produzieren auch weniger Wärme, so dass – im Unterschied zu manchen 1541 – trotz des integrierten Netzteils keine thermischen Probleme (Dejustage etc.) auftreten.
Die Laufwerke besitzen 2 Modi: 1541- (Emulations-) und 1571- bzw. 1570- (Nativ-)Modus. Standardmäßig ist beim Einschalten ersterer aktiv und die interne 6502-CPU mit 1 MHz getaktet, das Laufwerk schaltet in den nativen Modus mit 2-MHz-Takt, sobald ein C128 zugreift.
Am C128 bietet die 157x eine wesentlich schnellere Datenübertragung (Fast-Serial-Übertragung) als die VC1541 (ca. 7× schneller), wozu eine bis dahin ungenutzte Leitung des seriellen Busses (FAST CLK) schlussendlich an den Schieberegister-Takt-Pin des in der 157x verbauten CIA 6526 geführt wird. Der dazugehörige Schieberegister-Daten-Pin bedient hierbei die bereits bei der langsameren Datenübertragung verwendete Datenleitung des seriellen Busses (DATA). Ein C64 kann für diese Datenübertragung nachträglich hardwareseitig aufgerüstet werden. Auch wird über diese Hardwarekonfiguration ein besonderer Übertragungsmodus („Burst-Modus“) ermöglicht, der bis zu 30x schneller als die Standardübertragung zwischen C64 und 1541 ist und auf Rechnerseite besondere Programmierung verlangt.
Am C64, VC20 u. ä., also im 1541-Modus, verhalten sich die Laufwerke wie eine 1541 (wobei durch entsprechende Programmierung auch hier auf die zweite Diskettenseite und MFM-Formate zugegriffen werden kann, aber nur mit 1541-Geschwindigkeit). Da im 1541-Modus fast das gleiche DOS wie bei der 1541 verwendet wird, funktioniert die Mehrzahl der C64-Schnelllader (u. a. der des Action Replay 6 und des Final Cartridge 3) auch mit der 157x, lediglich sehr hardware- oder timingspezifische Tricks scheitern.
Wie die VC1541 benutzt die VC157x normalerweise das GCR-Aufzeichnungsverfahren. Darüber hinaus verfügt sie über einen zusätzlichen Controller (WD 1770) für das MFM-Aufzeichnungsverfahren und kann daher auch die gewöhnlich in diesem Verfahren aufgezeichneten CP/M- und MS-DOS-Disketten lesen. Somit ist es möglich, Dateien von einem herkömmlichen PC zum C128 und umgekehrt zu kopieren (z. B. mit den Programmen „Big Blue Reader“ und „Little Red Reader“). Allerdings ist dies nur für PC- und PC/XT-Disketten mit maximal 360 kB Kapazität möglich, die HD-Disketten des PC/AT und späterer Modelle mit 1,2 MB kann die VC157x nicht lesen.

### Datenkapazität
Während die 1570 wie die 1541 nur einen Schreib-/Lesekopf besitzt und Disketten daher wie diese lediglich durch Umdrehen zweimal einseitig beschreiben kann, hat die 1571 zwei Köpfe, so dass Disketten zweiseitig verwendet werden können. Wegen der umgekehrten Drehrichtung und dem vier Spuren breiten Versatz des Kopfes auf der Diskettenrückseite sind die beiden Methoden „Umdrehen“ und „zweiter Kopf“ allerdings nicht kompatibel miteinander; auf der VC1541 erzeugte doppelseitige Wendedisketten müssen auch in der VC1571 gewendet werden.
Die mechanische Höchstkapazität liegt bei 400 kB, wobei das native Commodore-Format die Diskette mit 340 kB (2 × 35 Spuren, 1360 Blocks à 256 Bytes) formatiert. (Zum Vergleich: IBM DD 5,25"-Disk zuerst 320 kB, ab MS-DOS 2.0 360 kB.) Unter normalen Umständen nutzbar für Daten sind davon jeweils 254 Bytes von 1328 Blocks, also 337.312 Bytes pro Diskette oder knapp 330 Kbyte; der Rest wird für das Dateisystem gebraucht.
Außerdem kann das Format der VC1541 (35 Spuren à 683 Blocks = 170 kB, davon normalerweise knapp 165 kB nutzbar) gelesen, geschrieben und formatiert werden.

## Varianten
Die 157x gibt es als eigenständiges Laufwerk in der Farbe Beige (mit integriertem Netzteil), die 1571 auch verbaut im C128D und C128DCR.

### Internes Laufwerk im C128D
Das Laufwerk im (Plastik-)C128D entspricht einer externen 1571 ohne Gehäuse. Die Controller-Platine, die unabhängig von der Hauptplatine des C128 ist, wurde gegenüber der Platine der externen 1571 in Layout und Größe geändert, Schaltung und Bauteile sind jedoch identisch. Die erste Version des CBM DOS 3.0 hatte Probleme, Sektoren der zweiten Diskettenseite von Disketten im 1571-Format zu lesen (Neupositionierung des Schreib-Lesekopfes nach dem Schreiben eines Sektors der zweiten Diskettenseite). Dieser Fehler wurde in späteren Versionen des CBM DOS beseitigt. Auch kann das Laufwerk, wie auch die externe 1571, kopiergeschützte Disketten im 1541-Format in bestimmten Fällen nicht lesen. Ebenso funktionieren einige Schnellladeprogramme, die für die 1541 konzipiert sind, nicht.

### Internes Laufwerk im C128DCR
Im Rahmen der Neugestaltung der Hauptplatine des C128DCR (CR = cost reduction, mit dem Ziel der Verringerung der Anzahl der benötigten Bauteile) wurde die im C128D noch eigenständige Controller-Platine des internen 1571-Laufwerkes in die neu gestaltete Hauptplatine des C128DCR integriert. Wesentliches Merkmal des integrierten Controllers ist die Verwendung von zwei neuen Bausteinen, die das Laufwerk an sich steuern und verschiedene Baugruppen der bisherigen Schaltung zusammenfassen. Mit diesem Laufwerk wurde eine neue Version des CBM DOS 3.1 ausgeliefert, das neben einer Fehlerbeseitigung gegenüber älteren Versionen auch eine Anpassung an die beiden neuen Controller-Bausteine enthält. Nicht nur diese neue CBM-DOS-Version, sondern auch die neuen Bausteine führten in einigen Fällen zu einer erweiterten Inkompatibilität zum 1541-Laufwerk, insbesondere bei C64-Spielen mit Disketten-Schnelllader oder -Kopierschutz.

### 1570
Die 1570 besteht aus der Platine der 1571, einem Laufwerk des Herstellers Alps mit nur einem Schreib-Lesekopf, weiß lackierter Frontblende aus braunem Kunststoff und einer Lichtschranke für die Indexloch-Erkennung (weitgehend baugleich mit den Laufwerken von Alps in der 1540/41), einer zusätzlichen Platine mit einer Netzteil-Baugruppe (elektrisch ähnlich der Netzteil-Baugruppe der 1540/41) und dem Gehäuse der 1541C in weißer Farbe. Die Firmware (CBM DOS 3.0) wurde von Firmware der 1571 abgeleitet und enthält im Wesentlichen die Anpassungen für das Laufwerk mit nur einem Schreib-Lesekopf.
Die 1570 war zumindest in Deutschland im Gegensatz zur 1571 bereits zu Beginn des Verkaufs des C128 verfügbar. Commodore entwickelte die 1570 wohl nur deshalb, weil die 1571 wesentlich hinter dem Zeitplan lag und die Platinen und Gehäuse für die 1571 nicht endlos auf Lager produziert werden sollten; ferner war die 1541-Serie für den C128 nicht mehr zeitgemäß, da dieser als professioneller Rechner schon ab Verkaufsstart ein Laufwerk haben sollte, das schneller und (wichtig für CP/M) MFM-fähig war.

## Nicht realisierte Varianten

### 1572
Zur CES 1985 wurde die 1572 vorgestellt, bei der es sich um eine Diskettenstation mit zwei 1571-Laufwerken handelte, die optisch an eine doppelt breite 1571 mit zwei Schächten und Knebeln erinnerte. Es ist fraglich, ob von diesem Laufwerk auch nur funktionsfähige Prototypen existieren.

### 1571 II
Es gab Planungen, eine „1571 II“ mit separatem Netzteil herauszubringen (ähnlich der 1541 II), die wohl auch mit dem leicht berichtigten, aber zum DOS 3.0 und den Versionen für die 1541-Serie weniger kompatiblen DOS 3.1 des C128DCR hätte arbeiten sollen. Wegen Commodores Fixierung auf die Amiga-Computer erschien dieses Laufwerk aber nicht mehr.

## JiffyDOS für die 157x
Für die 157x-Serie gibt es, wie für andere CBM-Laufwerke, neben anderen Third-Party-DOS-ROMs auch ein fehlerberichtigtes JiffyDOS, wodurch unter anderem oben genannte Bugs beim C128D nicht mehr auftreten und die Kompatibilität des Drives im C128DCR erhöht wird.

## Übersicht Spezifikationen VC 1570/1571
- Disktyp: 5¼ Zoll
- Aufzeichnungsformat: GCR, MFM, einseitig (1571 auch doppelseitig), doppelte Dichte
- Formatierung: 35 (1570) oder 2×35 (1571) Spuren, 17–21 Sektoren pro Spur, 256 Bytes pro Sektor (davon normalerweise jeweils 254 Bytes für Daten nutzbar)
- CPU: MOS Technology 6502A mit 1–2 MHz
- RAM: 2 KB
- ROM: 32 KB
- Transfer-Protokolle: Standard (wie 1541) sowie schneller serieller und Burst-Modus (wie 1581, mit C128)
- Interface: CBMs „serielles IEEE-488“ (CBM-Bus, über DIN-Stecker)